# Schiedea
Schiedea es un género  de plantas con flores con 41 especies descritas.  perteneciente a la familia de las cariofiláceas.

## Taxonomía
El género fue descrito por Cham. & Schltdl. y publicado en Linnaea 1: 46. 1826.  La especie tipo es: Schiedea ligustrina Cham. & Schltdl. 
Etimología
Schiedea: nombre genérico otorgado en honor del botánico alemán Christian Julius Schiede.

## Especies seleccionadas
- S. adamantis St. John
- S. amplexicaulis H. Mann
- S. apokremnos St. John
- S. attenuata W. L. Wagner, Weller & Sakai
- S. diffusa A. Gray
- S. globosa H. Mann
- S. haleakalensis Degener & Sherff in Sherff
- S. hawaiiensis Hillebrand
- S. helleri Sherff
- S. hookeri A. Gray
- S. implexa (Hillebrand) Sherff
- S. jacobii W. L. Wagner, Weller & Madeiros in W. L. Wagner et al.
- S. kaalae Wawra
- S. kauaiensis St. John
- S. kealiae Caum & Hosaka
- S. laui W. L. Wagner & Weller
- S. ligustrina Chamisso & Schlechtendal
- S. lychnoides Hillebrand
- S. lydgatei Hillebrand
- S. mannii St. John
- S. membranacea St. John
- S. menziesii Hooker
- S. nuttallii Hooker
- S. obovata (Sherff) W. L. Wagner & Weller
- S. pentandra W. L. Wagner & E. Harris
- S. perlmanii W. L. Wagner & Weller
- S. pubescens Hillebrand
- S. salicaria Hillebrand
- S. sarmentosa Degener & Sherff in Sherff
- S. spergulina A. Gray
- S. stellarioides H. Mann
- S. trinervis (H. Mann) Pax & K. Hoffmann
- S. verticillata F. Brown in Christophersen & Caum
- S. viscosa H. Mann[5]